# Luna XP
Pour les articles homonymes, voir Luna.
Chronologie des versions
Windows Classique (d) Windows Aero
Luna XP est l'interface graphique et le thème par défaut de la plupart des éditions de Windows XP et Windows Server 2003, systèmes d'exploitation créés par Microsoft Corporation. Son prédécesseur est Windows Classic et son successeur est Windows Aero. Disponible en trois couleurs (bleu par défaut, vert olive et argent), il a également été utilisé dans les toutes premières versions de Windows Vista. Les principales critiques du thème Luna le comparent à des jouets Fisher-Price ou aux Télétubbies en raison de ses couleurs vives.